# Сан-Джорджо-ді-Ногаро
Сан-Джорджо-ді-Ногаро, Сан-Джорджо-ді-Ноґаро (італ. San Giorgio di Nogaro) — муніципалітет в Італії, у регіоні Фріулі-Венеція-Джулія,  провінція Удіне.
Сан-Джорджо-ді-Ногаро розташований на відстані близько 450 км на північ від Рима, 55 км на північний захід від Трієста, 27 км на південь від Удіне.
Населення — 7601 особа (2014).
Щорічний фестиваль відбувається у п'ятницю перед пальмовою неділею. Покровитель — Maria Addolorata.

## Демографія
Населення за роками:

Станом на 1 січня 2023 року в муніципалітеті офіційно проживали 593 іноземці з 53 країн, серед них 271 громадянин країн Євросоюзу та 20 громадян України.

## Уродженці
- Сільвано Моро (*1927 — †2008) — італійський футболіст, захисник, згодом — футбольний тренер.

## Сусідні муніципалітети
- Карліно
- Кастьонс-ді-Страда
- Градо
- Марано-Лагунаре
- Порпетто
- Торвіскоза